# John McLaughlin (muzikant)

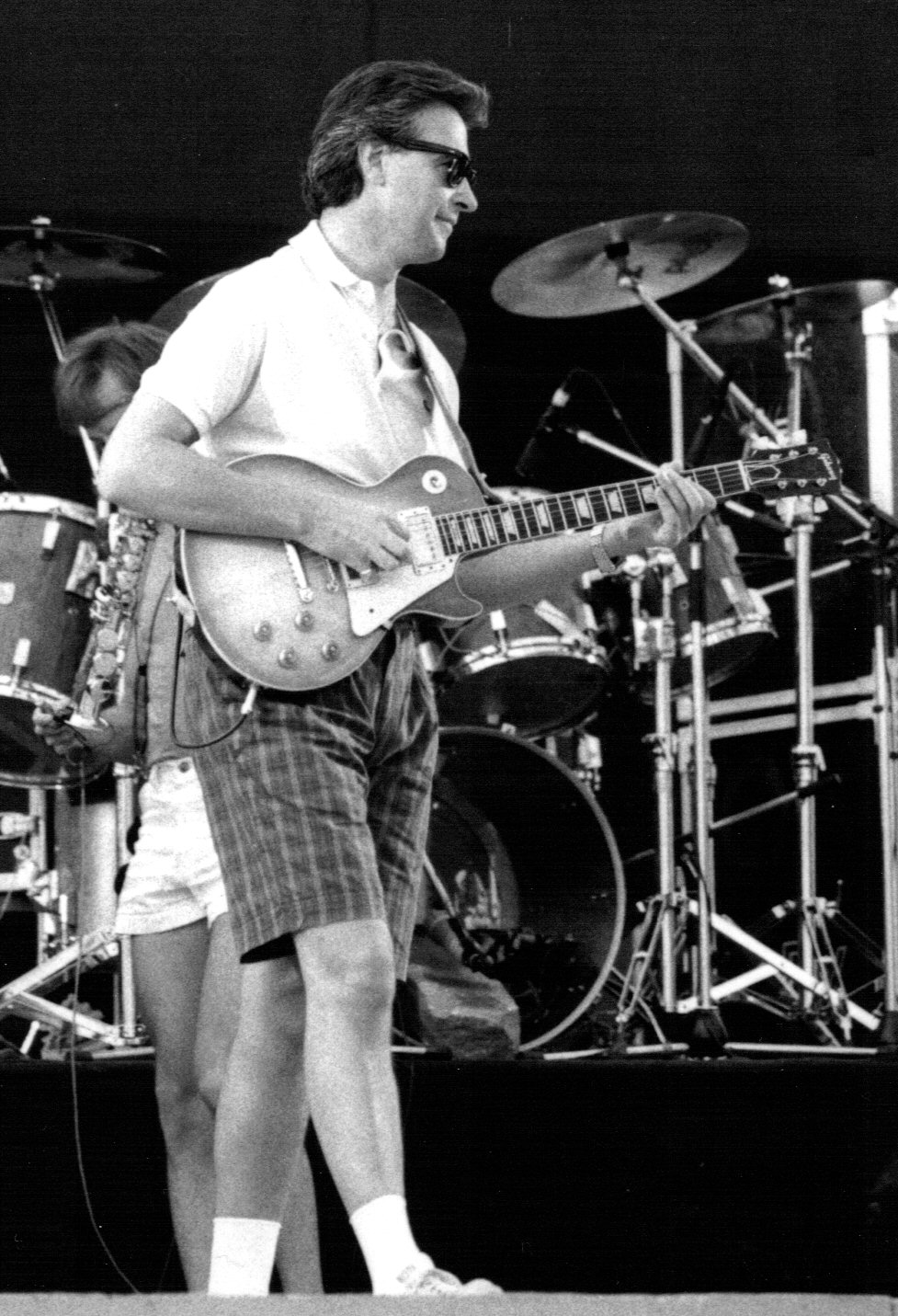
John McLaughlin; Jazzfestival Hollabrunn, Oostenrijk; 1986

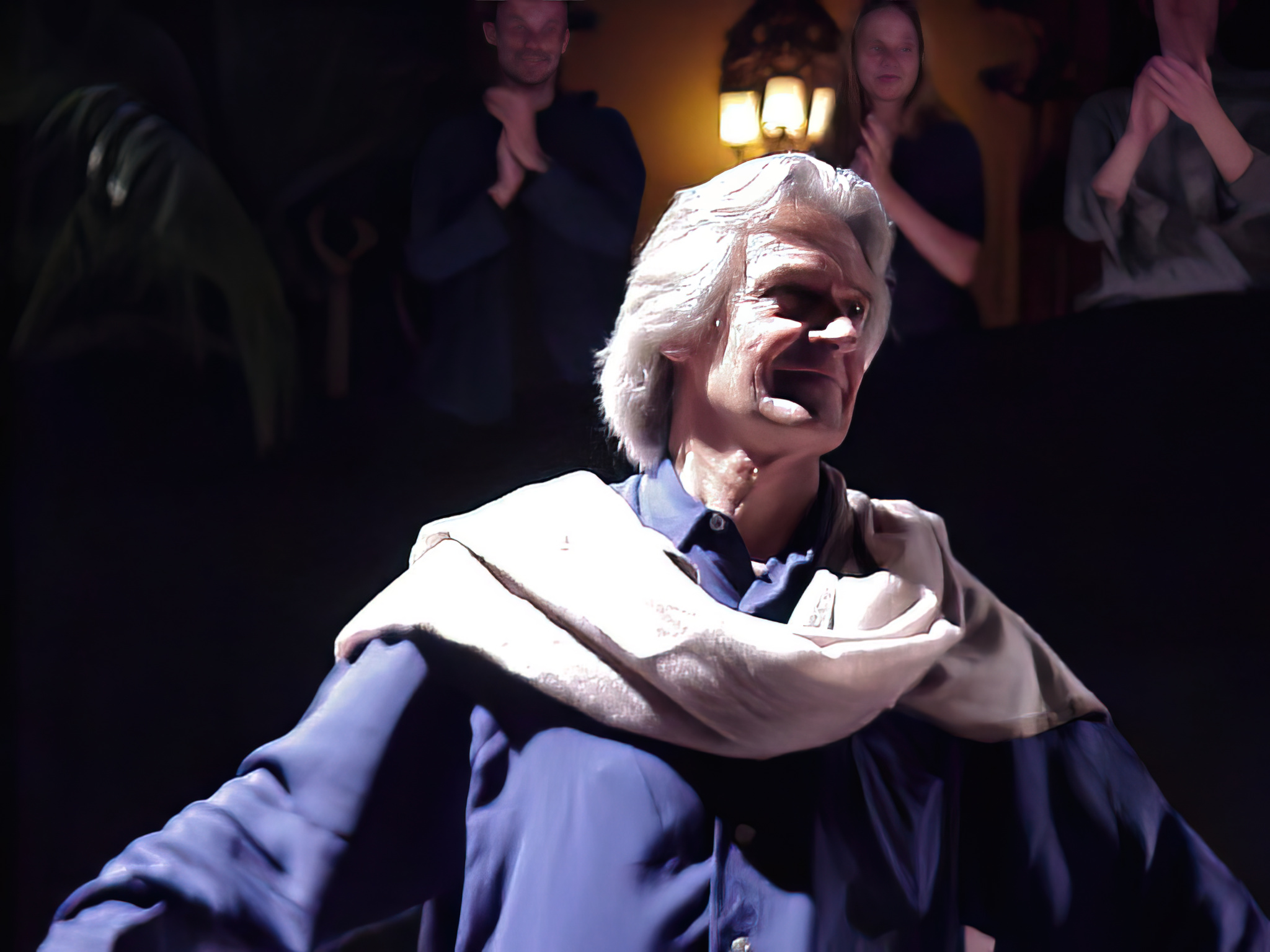
John McLaughlin (2001)

John McLaughlin (Doncaster, 4 januari 1942), ook bekend als Mahavishnu John McLaughlin, is een Britse gitarist.

## Biografie
In 1969 nam hij het album Extrapolation op, waarop al zijn kenmerkende gitaarstijl te horen was: virtuoos, snel en met een voorkeur voor afwijkende maatsoorten (zoals de 13/8).
Hij emigreerde naar de Verenigde staten en brak door als elektrisch gitarist in de band van Miles Davis, waarin ook bekende namen als Chick Corea en Tony Williams speelden.
In 1970 richtte hij het Mahavishnu Orchestra op, een band die bekendstond om de fusie tussen jazz, rockmuziek en Indiase muziek. Deze band betekende ook de doorbraak voor musici als Jan Hammer, Jean-Luc Ponty en Billy Cobham.
Na het einde van het Mahavishnu Orchestra speelde McLaughlin in de band Shakti, die meer akoestisch gericht was. Verder deed hij sessiewerk met mensen als Carlos Santana en Carla Bley.
In het begin van de jaren tachtig vormde hij een akoestisch trio met flamencogitarist Paco de Lucía en Al Di Meola. Dit trio was succesvol met een combinatie van pop en klassieke gitaarmuziek.

## Discografie

### Albums
| Album met eventuele hitnotering(en) in de Nederlandse Album Top 100 | Datum van verschijnen | Datum van binnenkomst | Hoogste positie | Aantal weken | Opmerkingen    |
| ------------------------------------------------------------------- | --------------------- | --------------------- | --------------- | ------------ | -------------- |
| Extrapolation                                                       | 1969                  | -                     |                 |              | Polydor        |
| Where Fortune Smiles                                                | 1970                  | -                     |                 |              | One Way        |
| My Goal's Beyond                                                    | 1970                  | -                     |                 |              | Rykodisc       |
| Devotion                                                            | 1970                  | -                     |                 |              | Douglas        |
| McLaughlin & Santana                                                | 1973                  | -                     |                 |              | ITM            |
| Electric Dreams                                                     | 1978                  | -                     |                 |              | Columbia       |
| Electric Guitarist                                                  | 1979                  | -                     |                 |              | Columbia       |
| Belo Horizonte                                                      | 1981                  | -                     |                 |              | Warner Bros.   |
| Passion, Grace and Fire                                             | 1982                  | -                     |                 |              | Columbia       |
| Music Spoken Here                                                   | 1983                  | -                     |                 |              | Wounded Bird   |
| Adventures in Radioland                                             | 1987                  | -                     |                 |              | Relativity     |
| Mediterranean Concerto (For Guitar & Orchestra) [live]              | 1988                  | -                     |                 |              | Columbia       |
| Live at the Royal Festival Hall                                     | 1989                  | -                     |                 |              | JMT            |
| Que Alegria                                                         | 1991                  | -                     |                 |              | Verve          |
| Jazz, Vol. 2                                                        | 1991                  | -                     |                 |              | Rhino          |
| Time Remembered: John McLaughlin Plays Bill Evans                   | 1993                  | -                     |                 |              | Verve          |
| Tokyo Live                                                          | 1993                  | -                     |                 |              | Verve          |
| After the Rain                                                      | 1994                  | -                     |                 |              | Verve          |
| Tokyo Live                                                          | 1994                  | -                     |                 |              | Polygram       |
| The Promise                                                         | 1995                  | -                     |                 |              | Verve          |
| Paco de Lucia/John McLaughlin/Al Di Meola                           | 1996                  | -                     |                 |              | Verve          |
| The Heart of Things                                                 | 1997                  | -                     |                 |              | Verve          |
| Remember Shakti                                                     | 1999                  | -                     |                 |              | Polygram       |
| Belo Horizonte                                                      | 1999                  | -                     |                 |              | Wea            |
| The Heart of Things: Live in Paris                                  | 2000                  | -                     |                 |              | Polygram       |
| Saturday Night in Bombay: Remember Shakti [live]                    | 2001                  | -                     |                 |              | Verve          |
| Belo Horizonte                                                      | 2002                  | -                     |                 |              | Wounded Bird   |
| Thieves and Poets                                                   | 2003                  | -                     |                 |              | Verve          |
| To The One                                                          | 2010                  | -                     |                 |              | Abstract Logix |
| Now Here Is                                                         | 2012                  | -                     |                 |              | Abstract Logix |
| The Boston Record                                                   | 2014                  | -                     |                 |              | Abstract Logix |

### Dvd's
| Dvd's met hitnoteringen in de Nederlandse Music Top 30 | Datum van verschijnen | Datum van binnenkomst | Hoogste positie | Aantal weken | Opmerkingen                  |
| ------------------------------------------------------ | --------------------- | --------------------- | --------------- | ------------ | ---------------------------- |
| Live at Montreux 2011 - Invitation to illumination     | 2013                  | 31-08-2013            | 13              | 2*           | als McLaughlin / met Santana |